# Вальсекільйо-де-Гран-Канарія
Вальсекільйо-де-Гран-Канарія (ісп. Valsequillo de Gran Canaria) — муніципалітет в Іспанії, у складі автономної спільноти Канарські острови, у провінції Лас-Пальмас, на острові Гран-Канарія. Населення — 9099 осіб (2010).
Муніципалітет розташований на відстані близько 1760 км на південний захід від Мадрида, 18 км на південь від міста Лас-Пальмас-де-Гран-Канарія.
На території муніципалітету розташовані такі населені пункти: (дані про населення за 2010 рік)
- Лас-Касільяс: 132 особи
- Ера-де-Мота: 335 осіб
- Ель-Елечаль: 63 особи
- Ломітос-де-Корреа: 617 осіб
- Лос-Льянетес: 168 осіб
- Ель-Монтаньйон: 19 осіб
- Ель-Рінкон: 268 осіб
- Тесен-де-Вальсекільйо: 110 осіб
- Тентенігуада: 764 особи
- Вальсекільйо: 2106 осіб
- Вальє-де-Сан-Роке-де-Вальсекільйо: 338 осіб
- Лас-Вегас: 1137 осіб
- Ла-Баррера: 1664 особи
- Льянос-дель-Конде: 697 осіб
- Ла-Кантера: 537 осіб
- Ель-Педрегаль: 59 осіб
- Ель-Тронкон: 85 осіб

## Демографія
Динаміка населення (INE ):

## Галерея зображень

Розташування муніципалітету на острові Гран-Канарія